# 沙恵
沙恵（さえ、1995年8月21日 - ）は、日本の女子プロレスラー。本名：野村 沙恵（のむら さえ）。

## 経歴
- 2016年12月、名古屋ドリームガールズプロレスリングの練習生となる。
- 2017年9月15日、練習生のまま結奈とエキシビジョンマッチを行う。
- 10月25日、CMLL-REINA後楽園ホール大会での対結奈戦でデビュー[2]。デビュー以後、REINA女子プロレスと名古屋ドリームガールズとの2団体所属となる[3]。
- 2018年7月29日に行われたREINA×ドリームガールズ興行では、世羅りさと組みダンプ松本&ZAP･T組と対戦[4]。
- 2019年3月20日、SEAdLINNNG後楽園ホールにおいて、BEYOND THE SEA TAG 王座決定戦に中島安里紗と出場し、高瀬みゆき・有田ひめか組を破り第3代王者となる。
- 2019年7月2日、名古屋ドリームガールズプロレスリング解散により、同期の杏夏と共に柳ケ瀬プロレスに移籍。
- 2021年7月17日、信州ガールズプロレスリングにてSGPタッグ王座に杏夏と出場し真琴・ホクト鬼嫁あきこ組を破り第2代王者となる。
- 2021年11月20日、杏夏の引退によりSGPタッグ王座を返上する。
- 2021年12月18日、信州ガールズプロレスにてホクト"鬼嫁"あきこを破り第23代 SGP無差別級王座となる。

## 得意技
- ビッグブーツ
- スパークリングボム
- ドラゴン・スリーパー・ホールド
- フィッシャーマンズ・スープレックス
- ミサイルキック
- ダイビングセントーン
- カミカゼ

## 獲得タイトル
- BEYOND THE SEA TAG TEAM王座
- SGP無差別級王座
- SGPタッグ王座

## 入場曲
- 初代：スマイル一番イイ♀（アンティック-珈琲店-）
- 2代目：THE NEXUS（アマランス）
- 3代目：Fight or Fall (YOFFY’s PLANET)